# Duranta mandonii x armata
Duranta mandonii x armata là một loài thực vật có hoa trong họ Cỏ roi ngựa. Loài này được Dinter mô tả khoa học đầu tiên năm 1984.